# Quarrel
Quarrel é um personagem criado por Ian Fleming, que aparece em seus livros Live and Let Die e Dr. No. No cinema, o personagem aparece apenas no filme 007 contra o Satânico Dr. No, o primeiro da série, interpretado pelo ator John Kitzmiller. Em Com 007 Viva e Deixe Morrer, aparece outro pescador possivelmente jamaicano identificado como Quarrel Jr. filho de Quarrel.

## Características
Quarrel é um pescador das Bahamas, que auxilia o agente britânico Strangways a coletar  amostras de rochas das ilhas da área para estudos geológicos. Após a morte de Strangways, ele passa a ajudar James Bond, que chega ao Caribe para descobrir o que aconteceu com Strangeways, e Felix Leiter, um agente da CIA que trabalha junto com Bond. Supersticioso, acredita que um dragão habita a ilha de Crab Key, de propriedade do misterioso Dr. Julius No.

## No filme
O primeiro encontro de Bond com Quarrel é cheio de desconfiança por parte do pescador. Quando Bond, informado que ele tinha contato com Strangways, ajudando-o na coleta de rochas das ilhas, ele se apresenta como amigo do agente morto, ao que Quarrel responde de maneira sarcástica: "Isso é bom, eu gosto de pessoas que são amigas de pessoas". Após outro encontro com 007, quando sua desconfiança o faz apontar uma faca para Bond, a situação só é esclarecida com a chegada de Felix Leiter, que estabelece as relações entre todos. Quarrel também é um ocasional informante da CIA.
Quarrel passa a ajudar os dois, depois da descoberta de que uma das pedras colhidas por Strangways apresentava índices de radiação, ele reconhece a pedra com sendo da ilha de Crabe Key, do Dr. No, lugar do qual morre de medo por ser habitado por "um dragão que cospe fogo". Mesmo apavorado, Quarrel concorda em seguir Bond numa excursão de exploração da ilha, onde, junto com a mergulhadora e vendedora de conchas Honey Ryder, são emboscados pelos guardas de No, tendo os barcos em que chegaram a Crab Key metralhados.
Mais tarde, depois de fugirem pela ilha, os três são emboscados pelo "dragão de fogo" da lenda do lugar, na verdade apenas um trator com um lança-chamas acoplado e usado para assustar os nativos pelos homens de No. Na emboscada que se segue, Quarrel acaba sendo queimado vivo, atingido pelo fogo do lança-chamas do "dragão" que tanto temia.